# Giada Andreutti
Giada Andreutti (San Daniele del Friuli, 16 febbraio 1995) è una discobola e bobbista italiana, campionessa nazionale assoluta in carica agli invernali di lanci a Rieti 2018 e che ha rappresentato l’Italia nella Coppa Europa invernale di lanci a Leiria 2018; inoltre è stata finalista in ambito internazionale giovanile, entrambe le volte come promessa, sia agli Europei under 23 di Bydgoszcz 2017 che ai Mediterranei under 23 di Tunisi 2016. E' arruolata come 1º Aviere dell'Aeronautica Militare, compete nel gruppo del Centro Sportivo AM.

## Biografia
Intrattiene una relazione sentimentale con il bobbista Mattia Variola.

### Atletica leggera
Inizia a muovere i primi passi nell’atletica nel 2006 all’età di 11 anni (categoria Esordienti) con l’Atletica San Daniele, società della sua città natale. In seguito, dopo aver trascorso un'annata sportiva, 2011, con l’Atletica Alto Friuli di Majano, nel 2012 passa all’attuale Atletica Malignani di Udine.
Nel 2013 vince la sua prima medaglia nei campionati nazionali, col bronzo da juniores agli italiani giovanili degli invernali di lanci; si ripete nella stessa rassegna anche nel 2014 e poi diventa vicecampionessa nazionale under 20 ed esordisce anche agli italiani assoluti di Rovereto, non superando però la fase di qualificazione alla finale.
Al primo anno nella categoria promesse si laurea tre volte vicecampionessa italiana in altrettanti campionati nazionali: under 23 agli invernali di lanci, universitari e promesse.
In ambito internazionale partecipa agli Europei under 23 di Tallinn in Estonia, non riuscendo a qualificarsi per la finale.
Fa quasi en plein di medaglie ai campionati nazionali del 2016: oro come under 23 sia agli invernali di lanci con ampio margine sulla seconda e campionessa uscente Maria Antonietta Basile 46,40 m contro i suoi 50,40 m (4ª assoluta) che agli italiani di categoria (con margine sulla seconda Daisy Osakue, 49,10 m contro i suoi 51,70 m), argento agli universitari e bronzo agli assoluti di Rieti.
A livello internazionale giunge sesta nella Coppa Europa invernale di lanci under 23 ad Arad in Romania e quinta in Tunisia ai Mediterranei under 23 di Tunisi.
Nel 2017 si conferma campionessa italiana promesse agli invernali di lanci (con netto vantaggio sulla seconda Maria Antonietta Basile 45,47 m contro i suoi 52,28 m), inoltre vince l’argento ai nazionali under 23 ed anche il bronzo ai nazionali universitari.
In ambito internazionale termina quinta nella Coppa Europa di specialità a Las Palmas de Gran Canaria nell’isola spagnola di Gran Canaria ed undicesima agli Europei under 23 di Bydgoszcz in Polonia.
Il 24 febbraio del 2018 a Rieti vince per la prima volta in carriera il titolo nazionale assoluto nel disco ai campionati italiani invernali di lanci: nell’occasione stabilisce il nuovo primato personale con la misura di 56,60 m, chiudendo con margine davanti alla campionessa uscente Valentina Aniballi (seconda con 54,77 m).
L’11 marzo esordisce con la Nazionale assoluta a Leiria in Portogallo nella Coppa Europa invernale di lanci in cui termina in sesta posizione.
L’8 settembre vince la medaglia di bronzo agli assoluti di Pescara.
È la dodicesima migliore discobola italiana di sempre grazie al primato personale di 56,60 metri, a soltanto 20 centimetri dal decimo posto di Mara Rosolen (56,80 metri); con un primato personale promesse di 55,70 m, è la seconda italiana under 23 all time, dietro la primatista Daisy Osakue (59,72 m).
Dal 2010 è sempre stata finalista ai campionati italiani giovanili e dal 2013 ogni anno è andata a medaglia nei campionati nazionali di categoria.
Dal 2009 al 2018 ha chiuso ogni stagione migliorando sempre il primato personale, passando da 25,24 metri a 56,60 metri, con un miglioramento complessivo di 41,36 metri raggiunto nell’arco di 10 stagioni sportive.
Ha terminato sempre ogni stagione, dal 2015 ad oggi, nella top ten italiana: prima 2018 (stagione in corso), quarta 2017-2016, ottava 2015.
Viene allenata da Adriano Coos.
Dal settembre del 2013 è istruttore tecnico FIDAL di atletica leggera ed al termine dell’anno accademico 2016-2017 si è laureata all’Università degli Studi di Udine in Scienze motorie.

### Bob
Compete nel bob dal 2018 come pilota per la squadra nazionale italiana. Debuttò in Coppa Europa nella stagione 2018/19 e disputò la sua miglior stagione nel 2019/20, terminando all'ottavo posto assoluto in classifica generale nel bob a due. 
Esordì in Coppa del Mondo il 4 gennaio 2020 a Winterberg, terza tappa della stagione 2019/20, piazzandosi in quindicesima posizione nella specialità biposto in coppia con Silvia Taini. In classifica generale detiene quale miglior piazzamento il diciottesimo posto nel bob a due, ottenuto al termine della stagione 2020/21
Prese inoltre parte ai campionati mondiali di Altenberg 2020, dove non concluse la gara di bob a due.

## Progressione

### Lancio del disco
| Stagione | Misura  | Luogo           | Data       | Rank. Mond. |
| -------- | ------- | --------------- | ---------- | ----------- |
| 2020     | 51,84 m | Codroipo        | 12-7-2020  | 140º        |
| 2019     | 56,38 m | Orvieto         | 16-6-2019  | 109º        |
| 2018     | 56,60 m | Rieti           | 24-2-2018  | 84º         |
| 2017     | 55,70 m | Tarquinia       | 11-5-2017  | 104º        |
| 2016     | 54,74 m | Palmanova       | 1-5-2016   | 138º        |
| 2015     | 51,43 m | Palmanova       | 1-5-2015   | 262º        |
| 2014     | 44,54 m | Spilimbergo     | 28-9-2014  | 877º        |
| 2013     | 41,44 m | Ancona          | 2-3-2013   | -           |
| 2012     | 34,08 m | Gorizia         | 25-3-2012  | -           |
| 2011     | 32,54 m | Palmanova       | 1-5-2011   | -           |
| 2010     | 30,93 m | Gorizia         | 26-9-2010  | -           |
| 2009     | 25,24 m | Mereto di Tomba | 25-10-2009 | -           |

## Palmarès

### Atletica leggera
| Anno | Manifestazione   | Sede      | Evento           | Risultato | Prestazione | Note   |
| ---- | ---------------- | --------- | ---------------- | --------- | ----------- | ------ |
| 2015 | Europei U23      | Tallinn   | Lancio del disco | 19ª (q)   | 48,00 m     | [ 8 ]  |
| 2016 | Mediterranei U23 | Tunisi    | Lancio del disco | 5ª        | 46,97 m     | [ 9 ]  |
| 2017 | Europei U23      | Bydgoszcz | Lancio del disco | 11ª       | 49,04 m     | [ 10 ] |
| 2019 | Universiadi      | Napoli    | Lancio del disco | 11ª       | 47,02 m     |        |

#### Campionati nazionali
- 1 volta campionessa assoluta agli invernali di lanci nel lancio del disco (2018)
- 1 volta campionessa promesse nel lancio del disco (2016)
- 2 volte campionessa promesse agli invernali di lanci nel lancio del disco (2016, 2017)

2010
- 6ª ai Campionati italiani cadetti e cadette (Cles), lancio del disco - 30,59 m[11]

2011
- 12ª ai Campionati italiani allievi e allieve (Rieti), lancio del disco - 31,27 m[12]

2012
- 12ª ai Campionati italiani allievi e allieve (Firenze), lancio del disco - 33,14 m[13]

2013
- Bronzo ai Campionati italiani invernali di lanci (Lucca), lancio del disco - 40,33 m (giovanile)[14]
- 4ª ai Campionati italiani juniores e promesse (Rieti), lancio del disco - 40,04 m[15]

2014
- Bronzo ai Campionati italiani invernali di lanci (Lucca), lancio del disco - 41,89 m (giovanile)[16]
- Argento ai Campionati italiani juniores e promesse (Torino), lancio del disco - 42,87 m[17]
- 17ª ai Campionati italiani assoluti (Rovereto), lancio del disco - 39,59 m[18]

2015
- 8ª ai Campionati italiani invernali di lanci (Lucca), lancio del disco - 46,14 m (assolute)[19]
- Argento ai Campionati italiani invernali di lanci (Lucca), lancio del disco - 46,14 m (promesse)[20]
- Argento ai Campionati nazionali universitari (Fidenza), lancio del disco - 50,60 m[21]
- Argento ai Campionati italiani juniores e promesse (Rieti), lancio del disco - 47,79 m[22]
- 9ª ai Campionati italiani assoluti (Torino), lancio del disco - 47,50 m[23]

2016
- 4ª ai Campionati italiani invernali di lanci (Lucca), lancio del disco - 50,40 m (assolute)[24]
- Oro ai Campionati italiani invernali di lanci (Lucca), lancio del disco - 50,40 m (promesse)[25]
- Oro ai Campionati italiani juniores e promesse (Bressanone), lancio del disco - 51,70 m[26]
- Argento ai Campionati nazionali universitari (Modena), lancio del disco - 53,74 m[27]
- Bronzo ai Campionati italiani assoluti (Rieti), lancio del disco - 53,04 m[28]

2017
- 4ª ai Campionati italiani invernali di lanci (Rieti), lancio del disco - 52,28 m (assolute)[29]
- Oro ai Campionati italiani invernali di lanci (Rieti), lancio del disco - 52,28 m (promesse)[30]
- Argento ai Campionati italiani juniores e promesse (Firenze), lancio del disco - 51,36 m[31]
- Bronzo ai Campionati nazionali universitari (Catania), lancio del disco - 48,50 m[32]
- 5ª ai Campionati italiani assoluti (Trieste), lancio del disco - 53,68 m[33]

2018
- Oro ai Campionati italiani invernali di lanci (Rieti), lancio del disco - 56,60 m[34]
- Bronzo ai Campionati italiani assoluti (Pescara), lancio del disco - 55,23 m[35]

#### Altre competizioni internazionali
2013
- 9ª nell'Incontro internazionale di lanci lunghi under 20 e under 23 Italia-Francia-Germania ( Ancona), lancio del disco - 41,44 m[36]

2014
- 8ª nell'Incontro internazionale di lanci lunghi under 20 e under 23 Francia-Germania-Italia ( Halle), lancio del disco - 42,18 m[37]

2016
- Argento nell’Incontro internazionale di lanci lunghi under 20 e under 23 Italia-Francia-Germania ( Caorle), lancio del disco - 49,95 m[9]
- 6ª nella Coppa Europa invernale di lanci under 23 ( Arad), lancio del disco - 50,97 m[9]

2017
- Oro nell’Incontro Internazionale di lanci lunghi under 20 e under 23 Germania-Francia-Italia ( Halle), lancio del disco - 53,96 m[10]
- 5ª nella oppa Europa invernale di lanci under 23 ( Las Palmas de Gran Canaria), lancio del disco - 53,44 m[10]

2018
- 6ª nella Coppa Europa invernale di lanci ( Leiria), lancio del disco - 55,33 m[38]

### Bob

#### Coppa del Mondo
- Miglior piazzamento in classifica generale nel bob a due: 18ª nel 2020/21.

#### Coppa Europa
- Miglior piazzamento in classifica generale nel bob a due: 8ª nel 2019/20.